# ラ・グアイラの海戦 (1743年)
ラ・グアイラの海戦（ラ・グアイラのかいせん、英語: Battle of La GuairaまたはLa Guayra）はジェンキンスの耳の戦争中の1743年3月2日、イギリス海軍によるラ・グアイラ港への攻撃。チャールズ・ノウルズ率いる遠征艦隊は死傷者 600 人を出し、多くの船が損傷するか沈没した。そのため、ノウルズは修理を行うまで次の目標であるプエルト・カベヨへの攻勢に移れなかった。

## 背景
イギリス海軍本部は1741年と1742年に大規模な遠征を行った。1743年も引き続きスペインの集落への襲撃を続けるが、より小規模な遠征を行うとした。
1741年のカルタヘナ・デ・インディアスの海戦で敗れたエドワード・ヴァーノン提督は更迭され、後任のサー・チャロナー・オーグルはスパニッシュ・メインにおける重要な貿易港への襲撃を計画した。彼はラ・グアイラの守備が弱いと考えてそれを攻撃しようとした。1743年2月22日、サー・チャールズ・ノウルズは70門3等艦サフォーク、70門3等艦バーフォード、50門4等艦ノリッチ、50門4等艦アドバイス、50門4等艦アシスタンス、40門5等艦エルタム（Eltham）、24門6等艦スカーバラ、20門6等艦リヴリー、14門スループのオッター、8門臼砲艦コメット（旗艦）、ダルゼル大佐（Dalzell）率いる民兵隊400人を乗せた輸送船2隻、ほか船7隻で合計19隻を率いてアンギラ島から出発した。
ノウルズはラ・グアイラの守備を過小評価してカルタヘナ・デ・インディアスより弱いと考えた。彼は2月27日にラ・トルトゥガ島に到着した。スペインは攻撃の警告を2か月前に受け取って、守備軍を徴募してオランダ人から火薬を獲得したとされたが、それが真実かどうかは定かではなかった。

## 戦闘

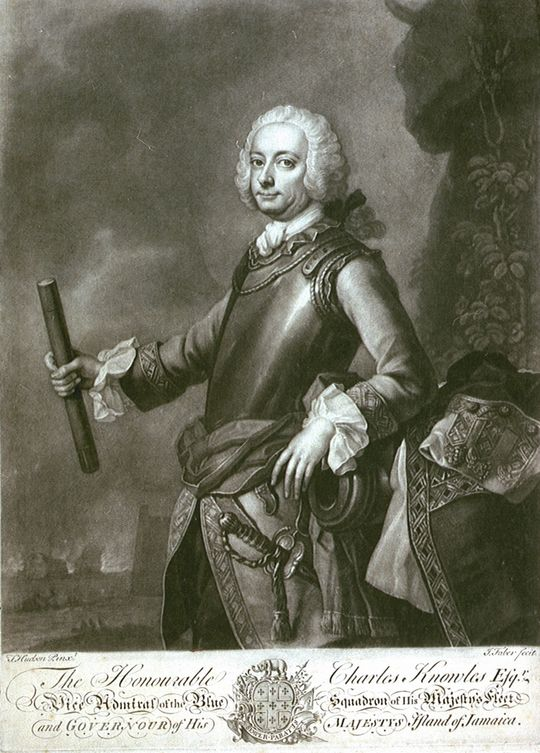
チャールズ・ノウルズの肖像画

日の出の時点ではイギリス艦隊がラ・グアイラ港から東15マイルの位置にあり、オッターは内港を偵察するために派遣された。スペインの見張り人は午前6時半に狼煙をあげてラ・グアイラとカラカス警告を発し、総督のガブリエル・ホセ・デ・スロアガ・モユアも西インドでダルゼル大佐（Dalzell）の連隊から徴募した民兵隊を率いて海岸までの25マイルを行軍した。スペインの駐留軍の指揮官マテオ・グアルとホセ・デ・イトゥリアガ大尉はオランダ人から獲得した火薬を利用してイギリスの強襲から守備するための準備を行った。正午頃にバーフォードが停泊地に侵入、エルタム、ノリッチ、サフォーク、アドバイス、アシスタンスがそれに続いた。スペインの大砲6門からの砲撃が続いたものの、イギリス艦隊は午後1時までに戦列2列を形成することに成功、激しい砲撃戦となった。しかしスペインの砲撃は予想以上に重く精確で、港が大きく増水したこともあってイギリス軍の上陸は不可能となった。スペインはノウルズがラ・グアイラを占領しようとしていることを前もって警告されたのであった。
3時間半が過ぎた後、バーフォードは錨綱を切って射程外まで離れ、またフリゲートのエルタムも損傷した。しかも2隻とも誤ってノリッチと衝突したため、ノリッチも離脱してしまった。午後8時頃の日没ごろに砲撃が止み、すでにボロボロな状態のバーフォードは身を守るために風上へと向かった。これをノリッチ、オッター、アシスタンスが援護したが、いずれも錨を下ろせなかった。翌日の日の出には臼砲艦コメットがやや散発的な砲撃を再開した。3月4日にはスロアガが住民たちに敵が上陸しなかったことを再確認するために首都のカラカスへ戻ることを余儀なくされた。3月5日の午前3時、ノウルズはボートをラ・グアイラの停泊地に派遣、フランスの商船に乗船したが露見して追い払われた。

## その後
3日間の戦闘で戦死600 の損害を出したため、ノウルズは3月6日の日の出の前に西へ移動、近隣のプエルト・カベヨを攻撃しようとした。しかし、プエルト・カベヨから東4マイルのボルブラータで合流するよう命じたにもかかわらず、別行動をとったバーフォード、ノリッチ、アシスタンス、オッターの4隻はキュラソー島へ移動した。ノウルズは激怒しながらも仕方なく追従した。彼は3月28日に小型船でプエルト・カベヨを巡航するよう命じ、艦隊の修理が終わると31日に再び出港した。しかし、艦隊は2週間ほど逆風と海流に苦しみ、ようやくサン＝ドマングの東端に着いたのは4月19日のことだった。